# Florian Anders
Florian Anders, Pseudonym Horris (* 1980 in Zerbst, DDR) ist ein deutscher Filmregisseur, Drehbuchautor, Filmproduzent und Schriftsteller.

## Leben
Im Jahr 1985 reiste Anders aus der DDR aus, zog 1990 nach Spenge und 2004 nach Berlin. Er studierte Literaturwissenschaften und Philosophie an der Universität Bielefeld, brach das Studium jedoch ab. Von 2002 bis 2004 absolvierte er eine Regieausbildung bei Walter Blohm. 2005 erhielt Anders den Spenger Kulturförderpreis.
In seinem Kurzfilm Franziska Spiegel – eine Erinnerung aus dem Jahr 2005 spielte Sonja Kirchberger ohne Gage mit. Auch in seinem Film EQ aus dem Jahr 2008 spielten bekannte Darsteller wie Lara-Isabelle Rentinck, Holger Handtke und Alexander Sternberg ohne Gage.
Im Jahr 2011 produzierte Anders die Webserie Monologe. Kurze Zeit später folgte die Webserie Gedankentanz. Der Kurzfilm Stühle im Schnee aus dem Jahr 2006 wurde von der Freiwilligen Selbstkontrolle der Filmwirtschaft indiziert. Josefine Preuß spielte in seinem Film Stühle im Schnee mit und lebte längere Zeit mit ihm in einer Wohngemeinschaft.
Im Jahr 2011 begannen die Dreharbeiten für seinen ersten Langspielfilm Bild von Ihr mit Jytte-Merle Böhrnsen, Gustav Koenigs, Sylta Fee Wegmann, Marion Kracht, Manuel Cortez und Holger Handtke in den Hauptrollen. Der Film wurde von Anders produziert und gemeinsam mit Jytte-Merle Böhrnsen und Barbara Landsteiner geschrieben und inszeniert. Bild von Ihr hatte in seiner ersten Schnittfassung Weltpremiere auf den Biberacher Filmfestspielen. Außerdem war er beim Internationalen Filmfest Braunschweig und dem Achtung Berlin Filmfest zu sehen.
2012 drehte Anders als Regisseur, Autor und Ko-Produzent für die Berliner Produktionsfirma Epicman Production seinen zweiten Langspielfilm Füße im Mund.
2013 produzierte Anders den Kurzfilm White Buttons mit Anita Olatunji, Valerie Schneider, Charles Rettinghaus und Holger Handtke in den Hauptrollen. Der 20-minütige Film hatte auf den Internationalen Hofer Filmtagen Weltpremiere. Des Weiteren kam der Film auf dem Taos Shortz Film Fest in New Mexico und auf dem Sunscreen Film Festival in Florida zur Aufführung.
Seinen dritten Langspielfilm mit dem Arbeitstitel Riots in the Heartland produzierte Anders im Jahr 2014. Wieder zeichnete Anders für das Drehbuch und die Regie verantwortlich. Für den Film besetzte Anders unter anderem Anna Hausburg, Florian Fitz, Holger Handtke, Klaus-Peter Grap und Tim Oliver Schultz.
Am 12. Mai 2013 erschien im Hans Schiler Verlag Florian Anders Debütroman Die Menge macht das Gift. Als Autor des Buches fungiert Anders unter seinem Künstlernamen Horris.
Anders gründete die Filmproduktionsfirma Horris Film gemeinsam mit Stephan Bücker.

## Filmografie (Auswahl)
Regisseur und Drehbuchautor
- 2003: Katharina - Ein Leben für die Musik (Kurzfilm)
- 2004: Image ist alles (Kurzfilm)
- 2006: Stühle im Schnee (Kurzfilm)
- 2007: Die 6 Wände (Kurzfilm)
- 2012: Bild von Ihr
- 2013: White buttons (Kurzfilm)

Regisseur und Produzent
- 2005: Franziska Spiegel – eine Erinnerung (Kurzfilm)
- 2006: Gedankentanz (Dokumentation)
- 2012: Bild von Ihr

Regisseur
- 2004: Wenn sie weinen, wird es hell (Kurzfilm)
- 2011: Monologe (Webserie)

## Schriften
- Die Menge macht das Gift. Schiler, Berlin/Tübingen 2013, ISBN 978-3-89930-401-5